# Tryssophyton merumense
Tryssophyton es un género monotípico de plantas con flores pertenecientes a la familia Melastomataceae. Su única especie: Tryssophyton merumense, es originaria de Sudamérica donde se distribuye por Guyana.  

## Taxonomía
Tryssophyton merumense fue descrita por John Julius Wurdack y publicado en Memoirs of The New York Botanical Garden 10(5): 156, pl. 67, f. g–k. 1964.